# John Cater
John Edward Cater (Hendon, 17 gennaio 1932 – Londra, 21 marzo 2009) è stato un attore britannico.

## Biografia
Cater nacque il 17 gennaio 1932 a Hendon, nel nord di Londra. Suo padre, come suo nonno, era un fioraio. Sua madre era una violinista che si esibiva con il trio di ballo The Piroinos. Gli fu diagnosticata un'emocromatosi ereditaria, che portò il suo corpo ad assorbire troppo ferro alimentare, ma gli causò pochi problemi per gran parte della sua vita.
All'età di quattro anni si iscrisse alla scuola di danza. Nel 1939 frequentò la Hendon Preparatory School quando, lui e tutta la sua classe furono evacuati da Londra al Devon. Rimase nel Devon fino all'età di 16 anni, laureandosi allo Shebbear College.
Dopo la laurea, fu chiamato al servizio militare, durante il quale prestò servizio nel Royal Army Educational Corps.
Dopo aver lasciato l'esercito, si iscrisse alla RADA nel 1948.
Ha debuttato come attore professionista con il Dundee Repertory Theatre dopo essersi diplomato alla RADA. Negli anni successivi, recitò in teatri di repertorio e in spettacoli estivi ad Aberdeen, Cork, Edimburgo, Guildford e Nottingham. Nel 1961, entrò a far parte della Royal Shakespeare Company, la prima RSC londinese di Peter Hall, all'Aldwych Theatre. Ha debuttato con la RSC (e nel West End) ne La duchessa di Amalfi.
Ha recitato in diversi prodotti televisivi tra cui Gioco pericoloso, Z Cars, Agente speciale, Il barine, Doctor Who, Follyfoot, Doppia sentenza, Dipartimento S, Up Pompeii!, Dad's army, Il funzionario nudo, Io Claudio imperatore, Alcock and Gander, La duchessa di Duke Street, Thriller, L'ispettore Regan, Ispettore Morse, L'asso della Manica, One Foot in the Grave, Lovejoy, Jeeves and Wooster, L'ispettore Barnaby e Doctors.
Ha recitato anche in film come L'abominevole dr. Phibes, Frustrazione e Captain Kronos – Vampire Hunter.
Morì il 21 marzo del 2009, a causa di un tumore al fegato.

## Vita privata
È stato sposato l'attrice Wendy Gifford dal 1963 fino alla morte.

## Filmografia parziale

### Cinema
- Alfie, regia di Lewis Gilbert (1966)
- Loot, regia di Silvio Narizzano (1970)
- L'abominevole dr. Phibes (The Abominable Dr. Phibes), regia di Robert Fuest (1971)
- Frustrazione (Dr. Phibes Rises Again), regia di Robert Fuest (1972)
- Captain Kronos – Vampire Hunter, regia di Brian Clemens (1974)
- Il piccolo Lord (Little Lord Fauntleroy), regia di Jack Gold (1980)
- Alien Autopsy, regia di Jonny Campbell (2006)

### Televisione
- Doctor Who – serie TV, 4 episodi (1966)
- Agente speciale (The Avengers) – serie TV, un episodio (1967)
- Alcock and Gander – serie TV, 6 episodi (1972)
- La duchessa di Duke Street (The Duchess of Duke Street) – serie TV, 24 episodi (1976-1977)
- Thriller – serie TV, un episodio (1975)
- Il funzionario nudo (The Naked Civil Servant), regia di Jack Gold – film TV (1975)
- Io Claudio imperatore (I, Claudius) – serie TV, 3 episodi (1976)
- L'ispettore Regan (The Sweeney) – serie TV, un episodio (1978)
- Una modella per l'onorevole (The Other 'Arf) – serie TV, 14 episodi (1980-1981)
- The Woman in Black, regia di Herbert Wise – film TV (1989)
- Prigionieri dell'onore (Prisoner of Honor), regia di Ken Russell – film TV (1991)
- Maigret – serie TV, un episodio (1993)

## Doppiatori italiani
Nelle versioni in italiano delle opere in cui ha recitato, John Cater è stato doppiato da:
- Mico Cundari in La duchessa di Duke Street
- Marcello Mandò in Enrico VIII
- Pietro Ubaldi in Una modella per l'onorevole
- Gianni Vagliani in Prigionieri dell'onore
- Dante Biagioni in Alien Autopsy